# Heydər Əliyev nemzetközi repülőtér
A Heydər Əliyev nemzetközi repülőtér (Heydər Əliyev adına beynəlxalq hava limanı; IATA: GYD, ICAO: UBBB; korábban: Bina nemzetközi repülőtér) Azerbajdzsán fővárosának, Bakunak a nemzetközi repülőtere. A várostól kb. 20 km-re északkeletre fekszik. A repülőtér az Azerbaijan Airlines nemzeti légitársaság bázisrepülőtere. Ez az ország és egyben a kaukázusi régió legforgalmasabb repülőtere. A repülőtér 2004. március 10-én vette fel Heydər Əliyev volt elnök nevét, ennek eredményeképpen korábbi IATA kódja, a BAK helyett újat kapott. A repülőtéren két terminál található (északi és déli), valamint egy külön terminál teherszállítók részére. A közelben kamionparkoló és szálloda is található. A repülőtéren található a Silk Way Airlines teherszállító légitársaság központi irodája is.

## Terminál
A terminál tervezését az APM Ltd brit cég végezte, az építési munkálatokat pedig a török Burc/Enka konzorcium. A Thomson-CSF Airsys ATM 19 millió dolláros szerződést írt alá a terminálépület felújításához szükséges eszközök beszerzésére és beépítésére. A terminál felújításának munkálatai 1998 elején kezdődtek és 1999 júniusában értek véget. A két terminál egyike a belföldi, illetve a Független Államok Közössége országaiba induló utas- és teherszállító járatokat szolgálja ki, a másik pedig a többi országba indulót. A két fázisban végrehajtott felújítási munkálatokat külföldi bankok finanszírozták, az első fázisban, amely 1999 márciusában fejeződött be, az északi terminálon és az 1-es kapun dolgoztak, a másodikban a déli terminálon és az irodákon.
Az első futópálya 2700 m hosszú, iránya 16/34; a második 3200 m hosszú, iránya 18/36. A futópályák az ICAO által meghatározott meteorológiai minimum alatt is készek repülőgépeket és helikoptereket fogadni. Az első futópálya magas, a második alacsony fényintenzitású világítással rendelkezik. A közelben három gurulóút található.
A helyszínen mentőalakulat működik állandó jelleggel, felszerelésükhöz tartozik többek között egy Mi–8 helikopter.
A repülőtérhez új terminál épül, melynek terveit 2010 júliusában fejezték be. A terminál, melyet az Arup Group Limited tervezett, háromszorosása növeli a repülőtér kapacitását, teteje félig átlátszó lesz.

### Teherszállító gépek terminálja
A teherszállító gépek terminálja 2005. március 23-a óta működik. Ez a Független Államok Közösségének egyik legnagyobb és legfejlettebb terminálja, épületének teljes területe 12 000 m², forgalmi előtere 163 000 m² – itt akár négy Boeing 747, négy An–124 és hét Il–76 is elfér egyszerre. Ez a terminál a régió teherszállításának fontos központja.

## Megközelíthetősége
Baku városközpontjából a H1 gyorsjárati autóbusszal érhető el, az út kb. 30–40 perc hosszú. Autóval kétféleképpen is megközelíthető, autópályán az út 14–17 km, ami forgalomtól függően 30–40 percet vehet igénybe.

## Légitársaságok és úti célok

### Utasszállító
| Légitársaság                   | Célállomások | Terminál |
| ------------------------------ | --- | -------- |
| Aeroflot                       | Moszkva-Seremetyjevo | 1        |
| Air Astana                     | Almati, Asztana | 1        |
| airBaltic                      | Szezonális: Riga (2016. május 29-től indul újra) | 1        |
| Ariana Afghan Airlines         | Kabul, Moszkva-Seremetyjevo | 1        |
| AZALJet                        | Aktau, Ankara, Antalya, Dubai–Nemzetközi, Isztambul–Atatürk, Isztambul–Sabiha Gökçen, Kazán, Kijev–Boriszpil, Lviv, Minyeralnije Vodi, Minszk-Nemzeti, Moszkva–Domogyedovó, Szentpétervár, Tbiliszi, Teherán–Imam Khomeini Szezonális: Bodrum (2016. június 17-től), Dalaman (2016. július 1-től), Gazipaşa (2016. július 4-től), İzmir (2016. június 15-től), | 2        |
| Azerbaijan Airlines            | Peking-Főváros, Berlin-Tegel, London-Heathrow, Milánó-Malpensa, New York-JFK, Tel-Aviv, Párizs-Charles de Gaulle, Prága Szezonális: Barcelona (2016. június 18-án indul újra) | 1        |
| Azerbaijan Airlines            | Ganja, Moszkva-Vnukovo, Nahicseván | 2        |
| Belavia                        | Minszk-Nemzeti | 1        |
| British Airways                | London-Heathrow (csak 2016. április 29-ig) | 1        |
| flydubai                       | Dubai-nemzetközi | 1        |
| Iraqi Airways                  | Bagdad, Najaf | 1        |
| Lufthansa                      | Aşgabat, Frankfurt | 1        |
| NordStar                       | Krasznojarszk-Jemeljanovo, Norilszk, Ufa | 1        |
| Qatar Airways                  | Doha, Tbiliszi | 1        |
| S7 Airlines                    | Moszkva–Domogyedovo, Novoszibirszk | 1        |
| SCAT                           | Aktau Szezonális: Atirau (2016. június 05-től) | 1        |
| Turkish Airlines               | Iszlamabád, Istanbul-Atatürk | 1        |
| Ukraine International Airlines | Kijev-Boriszpil Szezonális: Odessza | 1        |
| Ural Airlines                  | Szamara, Jekatyerinburg | 1        |
| UTair Aviation                 | Hanti-Manysijszk, Moszkva-Vnukovo, Nizsnyevartovszk, Szurgut, Tyumen | 1        |
| Uzbekistan Airways             | Taskent | 1        |
| Wizz Air                       | Budapest | 2        |

### Charterjáratok
| Légitársaság        | Célállomások               |
| ------------------- | -------------------------- |
| Aegean Airlines     | Szezonális charter: Rodosz |
| Montenegro Airlines | Charter: Podgorica         |

### Teherszállító
| Légitársaság      | Célállomások |
| ----------------- | --- |
| Cargolux          | Almati, Ammán-Alia királyné, Hongkong, Luxemburg, Szingapúr |
| Cargolux Italia   | Milánó-Malpensa |
| Iran Air Cargo    | Teherán Imam Khomeini |
| Silk Way Airlines | Aktau, Amszterdam, Atirau, Bagdad, Biskek, Dubai-nemzetközi, Frankfurt, Hongkong, Isztambul-Atatürk, Isztambul-Sabiha Gökçen, Kabul, Kandahar, Kuvait, London-Stansted, Luxemburg, Milánó-Malpensa, Szöul-Incshon, Sanghaj-Putung, Tbiliszi, Tel Aviv-Ben Gurion, Ürümqi |

## Statisztikák
| | Utasok    | Változás az előző évhez képest | Repülőgépek | Változás az előző évhez képest | Rakomány (tonna) | Változás az előző évhez képest |
| --------------------------------------------------------------------------------------------------- | --------- | ------------------------------ | ----------- | ------------------------------ | ---------------- | ------------------------------ |
| 2012                                                                                                | 2 729 611 | 13,50%                         | 32 582      | 11,90%                         | 11 239           | 12,10%                         |
| 2013                                                                                                | 2 856 371 | 4,64%                          | 32 846      | 0,81%                          | 12 937           | 15,11%                         |
| 2014                                                                                                | 2 966 725 | 3,86%                          | 34 794      | 5,93%                          | 14 204           | 9,79%                          |
| Source: Airports Council International. World Airport Traffic Reports (Years: 2012, 2013, and 2014) |           |                                |             |                                |                  |                                |

## Fordítás
- Ez a szócikk részben vagy egészben  a   Heydar Aliyev International Airport című angol Wikipédia-szócikk ezen változatának fordításán alapul.  Az eredeti cikk szerkesztőit annak laptörténete sorolja fel. Ez a jelzés csupán a megfogalmazás eredetét és a szerzői jogokat jelzi, nem szolgál a cikkben szereplő információk forrásmegjelöléseként.